# 탐스 하드웨어
탐스 하드웨어(Tom's Hardware)는 1996년에 토머스 팹스트(Thomas Pabst) 박사가 설립한 기술 지향의 온라인 웹사이트이다. 현재 펄츠가 소유하고 있다.
탐스 하드웨어는 컴퓨터 하드웨어와 수준 높은 기술에 대한 실시간 문서, 뉴스, 가격 비교, 비디오, 리뷰를 제공하고 있다. 이 사이트는 CPU, 메인보드, 램, 그래픽 카드, 디스플레이 장치, 기억 장치, 컴퓨터 주변 기기를 다루고 있다. 탐스 하드웨어는 포럼과 블로그 기능도 갖추고 있다.
탐스 하드웨어 사이트에 있는 특징적인 코너인 'Build Your Own'(직접 조립하라) 섹션을 보면 컴퓨터를 조립하는 방법을 배울 수 있다. 탐스 하드웨어를 구독하는 사람들은 기술에 큰 관심을 보이는 사람, 하이테크 구매자, 소비자, 정보 기술 결정자, 구매에 영향을 받는 사람, 산업 분석가 등이다.
미국, 영국, 아일랜드, 프랑스, 독일, 헝가리, 이탈리아, 폴란드, 러시아, 중화인민공화국, 중화민국, 스웨덴, 터키 언어를 지원한다. 한때 한국어를 지원하기도 했으나 현재는 아예 지원을 하지 않고 있다.

## 같이 보기
- CNET
- 테크크런치